# Longipalpus zimmermani
Longipalpus zimmermani is een keversoort uit de familie van de boktorren (Cerambycidae). De wetenschappelijke naam van de soort werd voor het eerst geldig gepubliceerd in 1952 door Dillon & Dillon.